# Portrait d'un gentilhomme (Melone)
Pour les articles homonymes, voir Portrait d'un gentilhomme.
Le Portrait d'un gentilhomme est une peinture  d'Altobello Melone réalisée entre  1515 et 1520 et conservée à l'Académie Carrara de Bergame (Italie).

## Histoire
Le portrait, à destination privée, est réputé être celui de Cesare Borgia. Il fut transmis à l'académie Carrara par le fonds d'Epistolaire Lochis qui la détenait de Carlo Francesco Longhi.
D'abord attribué à Giorgione,  Altobello Melone fut reconnu comme l'auteur du tableau en 1871 par  Joseph Archer Crowe (en) et Giovanni Battista Cavalcaselle, puis en 1955 par  Mina Gregori,

## Description
Un homme jeune, montré en buste, portant béret, a le regard portant à destre. Son cou  sort de l'échancrure d'une chemise verte à bord brodé garni de feston. La main droite du jeune homme, petitement gainée de blanc, serre  le pommeau d'une épée ; on n'aperçoit pas sa main gauche placée hors cadre. Les pointes de ses cheveux noirs en mèches serrées touchent ses épaules en dehors de  son béret orné sur le front d'un gland, de fils et d'une médaille d'or. 
Le fond  montre un ciel orageux,  des branches feuillues issues d'un tronc d'arbre creux à gauche qui reçoivent la bourrasque comme deux petits personnages blanchâtres, une femme enveloppé d'une cape, et un homme se protégeant la tête. Sur la droite du tableau, un paysage se développe entre vagues se fracassant, collines verdoyantes surmontées d'une bâtisse, montagnes bleues des lointains dans la même atmosphère de tempête.

## Analyse
Le tableau fut peint autour de 1515-1520, après  que César Borgia  fut mort en 1507. S'il s'agit du sujet (reconnu par la critique) il est possible que Melone ait voulu peindre un Portrait de César Borgia à 25 ans.

## Anecdote
La famille Borgia fit exécuter une copie par Pelagio Palagi, en gommant le poing fermé du premier plan et les petites figures  de l'arrière-plan dans l'intention formelle de rendre plus respectable leur ancêtre.